# Snjóalda
Snjóalda är ett berg i republiken Island. Det ligger i regionen Suðurland, 150 km öster om huvudstaden Reykjavík. Toppen på Snjóalda är 933 meter över havet.
Trakten runt Snjóalda är nära nog obefolkad, med mindre än två invånare per kvadratkilometer. Det finns inga samhällen i närheten.